# El maestro de esgrima (película)
El maestro de esgrima es una película española dirigida por Pedro Olea, adaptación de la novela homónima de Arturo Pérez-Reverte. En 1993 obtuvo 11 nominaciones a los Premios Goya.

## Reparto
| Personaje       | Intérprete              |
| --------------- | ----------------------- |
| Astarloa        | Omero Antonutti         |
| Adela           | Assumpta Serna          |
| Ayala           | Joaquim de Almeida      |
| Campillo        | Jose Luis López Vázquez |
| Cárceles        | Miguel Rellán           |
| Salanova        | Alberto Closas          |
| Lucía           | Elisa Matilla           |
| Isidro          | Ramón Goyanes           |
| Carreño         | Juan Jesús Valverde     |
| Romero          | Francisco Vidal         |
| Gustavo         | Tomás Repila            |
| Alejandro       | Marcos Tizón            |
| Heráldico       | Miguel Ángel Salomón    |
| Rosa            | Sonsoles Benedicto      |
| criado de Ayala | Pablo Viña              |
| Cabo            | Roberto Díaz Gomar      |
| Rioseco         | Rafael Vaquero          |
| Julia           | Carmen Segarra          |
| Soprano         | Anunciata Díaz-Agero    |
| Policía 1º      | José Antonio Campos     |

## Premios
Goyas 1993
| Categoría                     | Persona                                                         | Resultado  |
| ----------------------------- | --------------------------------------------------------------- | ---------- |
| Mejor película                | Mejor película                                                  | Candidata  |
| Mejor director                | Pedro Olea                                                      | Candidato  |
| Mejor actriz                  | Assumpta Serna                                                  | Candidata  |
| Mejor guion adaptado          | Francisco Prada Antonio Larreta Pedro Olea Arturo Pérez-Reverte | Ganadores  |
| Mejor música original         | José Nieto                                                      | Ganador    |
| Mejor fotografía              | Alfredo F. Mayo                                                 | Candidato  |
| Mejor montaje                 | José Salcedo                                                    | Candidato  |
| Mejor dirección artística     | Luis Vallés                                                     | Candidato  |
| Mejor dirección producción    | Antonio Guillén                                                 | Candidato  |
| Mejor diseño de vestuario     | Javier Artiñano                                                 | Ganador    |
| Mejor maquillaje y peluquería | Romana González Josefa Morales                                  | Candidatas |

Medallas del Círculo de Escritores Cinematográficos de 1992
| Categoría        | Persona         | Resultado |
| ---------------- | --------------- | --------- |
| Mejor película   | Mejor película  | Ganadora  |
| Mejor música     | José Nieto      | Ganador   |
| Mejor fotografía | Alfredo F. Mayo | Ganador   |
| Mejor montaje    | José Salcedo    | Ganador   |

## Comentarios
Basada en la obra homónima de Arturo Pérez-Reverte. Se rodó en Aranjuez, Madrid, Toledo y Segovia.